# Rojo (canción)
«Rojo» es una canción del rapero y cantante colombiano J Balvin. Se lanzó el 27 de febrero de 2020 como el tercer sencillo de su álbum de estudio, Colores.

## Antecedentes y composición
La pista se estrenó el 27 de febrero de 2020, como la tercera antesala del álbum Colores. El tema escrito por el cantante junto a Alejandro Ramírez, Taiko, Justin Quiles y Luis Ángel O'Neill aborda un mensaje directo, para las personas que usan el celular cuando están conduciendo.

## Vídeo musical
El video musical de «Rojo» se estrenó el 27 de febrero de 2020 y fue dirigido por Colin Tilley. Al final del vídeo, se muestra una leyenda con una advertencia sobre el uso del celular mientras se conduce.

## Rendimiento comercial
Al igual que el resto de las canciones de Colores, logró aparecer en la lista Billboard Hot Latin Songs, alcanzando la posición número diez. En Suiza, el sencillo apareció en la ubicación ochenta y seis.

## Posicionamiento en listas
| Listas (2020)                    | Mejor posición |
| -------------------------------- | -------------- |
| Argentina (Argentina Hot 100)    | 34             |
| Colombia (National-Report)       | 31             |
| España (PROMUSICAE)              | 6              |
| Estados Unidos (Hot Latin Songs) | 10             |
| Italia (FIMI)                    | 79             |
| Suiza (Schweizer Hitparade)      | 86             |

## Certificaciones
| País (organismo certificador) | Certificación | Unidades certificadas |
| ----------------------------- | ------------- | --------------------- |
| España (PROMUSICAE)           | 2x Platino    | 80 000                |
| México (AMPROFON)             | Platino       | 60 000                |